# Marathon (village, New York)
Pour les articles homonymes, voir Marathon.
Ne doit pas être confondu avec Marathon (New York).
Marathon est un village situé dans le comté de Cortland, dans l'État de New York, aux États-Unis,. En 2010, il comptait une population de 919 habitants, estimée au 1er juillet 2019 à 862 habitants.

## Démographie
Lors du recensement de 2010, la ville comptait une population de 919 habitants. Elle est estimée, en 2019, à 862 habitants.